# قرقاول طاووسی دم‌برنزه
قرقاول طاووسی دم‌برنزه (نام علمی: Polyplectron chalcurum)، همچنین به عنوان قرقاول طاووسی سوماترا شناخته می‌شود. این پرنده اندونزیایی است.
یک گونهٔ بومی اندونزیایی، قرقاول طاووسی دم‌برنزه در جنگل‌های کوهستانی غرب سوماترا ساکن است.